# Варлаам (Соловій)
Соловій Віктор Сильвестрович (архієпископ Варлаам (Соловій), світське ім'я Віктор) (29 листопада 1891 — 31 січня 1966) — український громадсько-політичний і церковний діяч, архієпископ УАПЦ в Австралії.

## Життєпис
Народився в селі Киріївка, Сосницького повіту Чернігівської губернії.
Закінчив Новгород-Сіверську духовну школу та Чернігівську духовну семінарію і 1914 Варшавський університет (право).
Працював судовим аплікантом у Москві (1914—1915), у Першій світовій війні служив офіцером-артилеристом у російської армії. 1917 став головою Української Військової Громади в Москві, мировий суддя у Чернігові.
1918 за часів УНР — секретар Генерального Суду України, пізніше 1919 сотником артилерійського корпусу Січових Стрільців і командиром батареї в УГА. 1920 Соловій став керівником правничого відділу канцелярії головного отамана Симона Петлюри, його правним дорадником на еміграції у Польщі.
У 1923—1931 займався церковною громадською і кооперативною діяльністю на Волині і Поліссі (в Бересті). Член митрополичої ради Православної Церкви в Польщі. У 1930-их років виселений з Полісся, працював у польському судівництві й одночасно був співробітником Українського Наукового Інституту у Варшаві в ділянці церковного права та рад. законодавства.
Під час Другої світової війни провів на Підляшші й Холмщині, де займав становища правного дорадника митрополита Іларіона (Огієнка). Працював викладачем Холмської духовної семінарії (1939—1944).
З 1944 на еміграції в Німеччині. У 1947—1950 був державним секретарем уряду УНР на вигнанні, керівником ресорту юстиції і членом Виконавчого Органу УНРади.
До Австралії Соловій переїхав 1950. Поселився у Сіднеї і працював на фабриці, він одразу включився в організацію українською громадою і церковного життя. У 1951—1952 голова Об'єднання Українців у Австралії (тепер СУОА, увійшов до складу вищого церковного управління УАПЦ на Австралію. Обраний 1-им собором УАПЦ в Австралії (1953) кандидатом на єпископа у Австралії, після смерті архієпископа Іоана (Данилюка). 1954 рукоположений на священика УАПЦ у Сіднеї. Хіротонізований 1958 у Чикаго митрополитом Іваном Теодоровичем на єпископа з титулом Чернігівського, став правлячим єпископом митрополичої єпархії УАПЦ в Австралії і Новій Зеландії з осередком (від 1959) у Мельбурні.
1965 піднесений до сану архієпископа, очолив єдину УАПЦ в Австралії (після злиття т. зв. об'єднаної та митрополичої єпархій). Похований на українській  православній  секції  цвинтаря Руквуд в Сіднеї.

## Сім'я
Дружина — Валентина Танашевич (1907—1944). Діти: Богдан (нар. 1931) та Ярослав (нар. 1936).